# Platycerium wandae
Platycerium wandae är en stensöteväxtart som beskrevs av Marian Raciborski. Platycerium wandae ingår i släktet Platycerium och familjen Polypodiaceae. Inga underarter finns listade.

## Bildgalleri

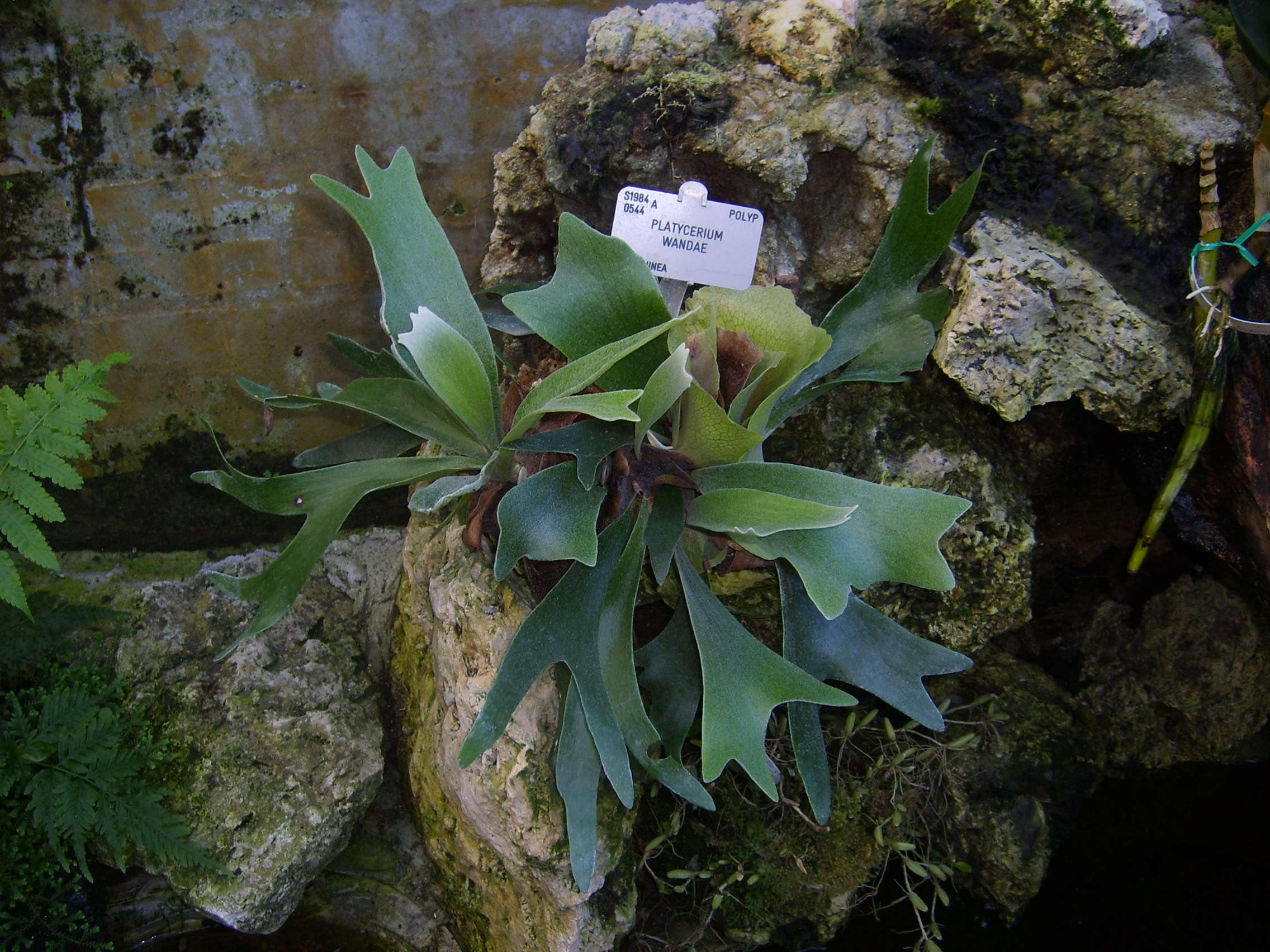